# HLB테라퓨틱스
HLB테라퓨틱스 주식회사(HLB Therapeutics)는 HLB그룹 계열의 대한민국의 제약 기업이다.